# República: La Revolución
República: La Revolución es un videojuego producido por Elixir Studios, fundado por Demis Hassabis, un exprogramador de la compañía Lionhead Studios y publicado por la antigua empresa Eidos Interactive. Desde entonces ha sido lanzado para el Mac OS X por Feral Interactive. Se trata de una representación de la acción política de base, donde se intenta poner a su gobierno preferido en el poder. Está situado en Novistrana, un país pequeño, de ficción, postsoviético en Europa del Este. Una secuela del juego fue anunciada por Elixir Studios poco antes de su liquidación. Posteriormente Rebellion Developments compró los derechos del juego.

## Jugabilidad
Como un juego de estrategia, el motor de juego es 3D sobre todo una fachada en la parte superior de las reglas y la mecánica más simples que recuerdan a un juego de mesa. El motor 3D proporciona un alto nivel de detalle y la ayuda 'carne a cabo' el mundo de Novistrana, permitiendo a los jugadores el poder hacer un recorrido virtual desde su ubicación actual. Sin embargo, la influencia global del motor 3D en la mecánica real del juego es mínima - la posibilidad de ver las acciones que tienen lugar no afecta a los resultados de esas acciones. Algunas de las acciones llevadas a cabo en el juego ofrecen opciones de personalización adicionales en la vista 3D (por ejemplo, la elección del método de escrutinio o la asignación de 'tarjetas' en las negociaciones) pero estos son separados o ajenos al mundo 3D. 
El juego se divide en días, cada uno de los cuales es un ciclo de un Mañana, Tarde, Noche y. Cada uno de estos períodos es un cambio de tipo, en el que las órdenes se pueden dar a los miembros de las facciones que se llevó a cabo en el siguiente turno disponible, y cada mañana los recursos (fuerza, influencia y riqueza) ya están recogidos. 

## Ambientación
El juego está ambientado en Novistrana, un estado separatista soviético ficticio que recuerda mucho a otros países postsoviéticos recientemente en el diseño de sus edificios y la nomenclatura de sus calles y barrios. Los personajes del juego hablan una lengua ficticia que recuerda al ruso o ucraniano. La población es mayormente blanca, y las iglesias del país son Ortodoxas. Novistrana está llena de agitación política, con muchas fuerzas políticas diferentes que compiten por el poder que representa una gama de ideologías. Las ideologías de Novistrana son generalmente influenciadas por su clase o carrera. La brutalidad policial y la corrupción política son frecuentes. 
Novistrana tiene su propio himno nacional, que se canta en una lengua ficticia. Del mismo modo, el alfabeto utilizado en Novistrana es ficticio aunque toma mucho del alfabeto cirílico. "Novistrana" se puede traducir en ruso y en algunos idiomas/eslavos de Europa del Este como "Nuevo País". Aunque en otras lenguas eslavas se podría traducir como "Nuevo Partido". 

## Prelanzamiento
Las expectativas eran altas para el juego antes de su lanzamiento, debido a su concepto único y las posibilidades que había de ofrecer en términos de jugabilidad. Algunas fuentes de vista previa afirmaron que el juego sería mejor que Grand Theft Auto III. A medida que continuaba el desarrollo, sin embargo, Elixir simplifica muchas de las funciones políticas del juego. Al comentar sobre estos y otros cambios, PC Gamer observa que República en su 2003 "Mega Vista previa" que lo que comenzó como un "masivamente ambicioso juego de maquinaciones políticas en Europa del Este ... ha sido cortado de nuevo a algo un poco más asequible en la vida útil ser humano"(PC Gamer, abril de 2003). 

## Recepción
La Recepción por parte de la crítica fue desde mixta a positiva. GameSpot dio al juego un 6,9/10, diciendo que las "misiones son excesivamente lineales y la acción en 3D no es interactiva" obstaculizaron la "profunda trama de estrategias políticas de los niveles posteriores de la República." Otros críticos comparten sentimientos similares; IGN le dio al juego un 7,2/10, PC Gamer lo calificó con un 80/100, y PC Zone proporciona la calificación más alta de 88/100. Basado en 21 comentarios, Metacritic le dio una puntuación de 62/100 ("Comentarios mezclados o promedio").

## Puntuación
La puntuación nominada al BAFTA para el juego fue compuesta por James Hannigan.

## Parecido
1. Dear Leader. Juego sobre un gran líder.
2. Secret Government. Juego de la sociedad secreta.
3. The Collapse: A Political Simulator. Juego sobre la República postsoviética.

- Datos: Q936008